# Стоян Бабеков
Стоян Бабеков (Иванов) е български музиколог, хоров диригент и композитор.
Стоян Бабеков е роден в град София през 1936 г. Завършва образование в Българската държавна консерватория през 1952 г. при проф. Веселин Стоянов. По същото време учи композиция при проф. Александър Райчев, и хорово дирижиране при Лазар Максимов и проф. Георги Димитров.
От тогава в продължение на 29 години работи като диригент на първия в света професионален смесен хор от лица с увредено зрение. Този хор по негова инициатива, от 1986 носи името „Академик Петко Стайнов“. Функционира до 1991 г., когато е разформирован. Веднага след това става инициатор на създаването на „Алилуя“, хор ориентиран към изпълнение на източно-православна църковна музика. Стоян Бабеков е лауреат на различни хорови конкурси и фестивали в България, Чехия, Полша и Колумбия.

## Награди
Министерство на културата на България, орден „Златен век“ (2012).

## Дискография
- The Alleluia Chamber Choir. Христос Воскресе – Surrexit Christus. Balkanton Trading Ltd. BTTxM 1047, композитор и диригент

## Произведения
- Бабеков, Стоян. 2000 литургически песнопения.   МК „Ружа“, 1999.

### За симфоничен оркестър
- Концерт за виолончело и орк. (1985);[4]
- Концерт за тромпет и орк. (1989);[4]
- Концерт за пиано и орк. (1998);[4]
- Концертино за пиано и малък орк. (1970).[4]

### Камерна музика
- Струнни квартет №1 „Шопски“ (1975);[4]
- Струнни квартет №2 „Дунавски“ (1978);[4]
- Струнни квартет №3 (1995).[4]

### Сонатина за флейта и пиано
- Тракийска соната (1965);[4]
- Соната за пиано (1980);[4]
- Малка соната за пиано (1965).[4]

### Сборници
- 42 етюда в неравноделни тактове (1993).[4]